# Kreminna
Kreminna (în ucraineană Кремінна) este orașul raional de reședință al raionului Kreminna din regiunea Luhansk, Ucraina. În afara localității principale, mai cuprinde și satul Cervona Dibrova.

## Demografie
Componența lingvistică a orașului Kreminna
     Ucraineană (71,67%)
     Rusă (27,89%)
     Alte limbi (0,19%)
Conform recensământului din 2001, majoritatea populației orașului Kreminna era vorbitoare de ucraineană (71,67%), existând în minoritate și vorbitori de rusă (27,89%).